# Stephenville (Terra Nova e Labrador)
Stephenville (com uma população de 6.719) é uma cidade canadense em Terra Nova e Labrador na costa oeste da ilha de Terra Nova.
A cidade funciona como um centro de serviço local para a parte sudoeste da ilha, servindo uma população direta de 25.000 pessoas de áreas circunvizinhas e mais de 90.000 pessoas ao longo de toda a costa oeste da ilha.